# Gerichtsbezirk Windischgarsten
Der Gerichtsbezirk Windischgarsten war ein dem Bezirksgericht Windischgarsten unterstehender Gerichtsbezirk im politischen Bezirk Kirchdorf (Bundesland Oberösterreich).

## Geschichte
Der Gerichtsbezirk Windischgarsten wurde als Gerichtsbezirk Spital durch einen Erlass des k.k. Oberlandesgerichtes Linz am 4. Juli 1850 geschaffen und umfasste ursprünglich die zwölf Steuergemeinden Edlbach, Fahrenberg, Gleinkerau, Hinterstoder, Pichl, Ponkratz, Rading, Rosenau, Roßleithen, Spital, Vorderstoder und Windischgarsten.
Erst später wurde der Gerichtssitz von Spital am Pyhrn nach Windischgarsten verlegt.
Der Gerichtsbezirk Windischgarsten bildete im Zuge der Trennung der politischen von der judikativen Verwaltung
ab 1868 gemeinsam mit den Gerichtsbezirken Kirchdorf und Grünburg den Bezirk Kirchdorf.
Nachdem mit der Bezirksgerichts-Verordnung der Österreichischen Bundesregierung am 12. November 2002 die Auflösung des Gerichtsbezirks Grünburg beschlossen worden war, kam es im Sinne der Verwaltungsreform sowie Budgeteinsparungen zur Entscheidung, den Gerichtsbezirk Windischgarsten aufzulösen. Das zuständige Bezirksgericht Windischgarsten hatte 2012 nämlich weniger als eine volle Richterplanstelle und gehörte damit zu den drei kleinsten Bezirksgerichten Oberösterreichs. Die Auflösung des Gerichtsbezirks Windischgarsten wurde schließlich im Juni 2012 verordnet und wurde per 1. Jänner 2013 amtswirksam. Der Gerichtsbezirk Windischgarsten wurde vollständig in den Gerichtsbezirk Kirchdorf eingegliedert, wodurch dieser den gesamten Bezirk Kirchdorf abdeckt.

## Gerichtssprengel
Der Gerichtssprengel umfasste nach mehreren Gemeindezusammenlegungen mit den zuletzt acht Gemeinden Edlbach, Hinterstoder, Rosenau am Hengstpaß, Roßleithen, St. Pankraz, Spital am Pyhrn, Vorderstoder und Windischgarsten den südlichen Teil des Bezirkes Kirchdorf.